# Liste der Biografien/Nah
Liste der Biografien |
Portal Biografien |
Personensuche
# |
A |
B |
C |
D |
E |
F |
G |
H |
I |
J |
K |
L |
M |
N |
O |
P |
Q |
R |
S |
T |
U |
V |
W |
X |
Y |
Z |
?
 
Na |
Nb |
Nc |
Nd |
Ne |
Nf |
Ng |
Nh |
Ni |
Nj |
Nk |
Nl |
Nm |
Nn |
No |
Nr |
Ns |
Nt |
Nu |
Nv |
Nw |
Nx |
Ny |
Nz
 
Naa |
Nab |
Nac |
Nad |
Nae |
Naf |
Nag |
Nah |
Nai |
Naj |
Nak |
Nal |
Nam |
Nan |
Nao |
Nap |
Naq |
Nar |
Nas |
Nat |
Nau |
Nav |
Naw |
Nax |
Nay |
Naz
Die Liste der Biografien führt alle Personen auf, die in der deutschsprachigen Wikipedia einen Artikel haben. Dieses ist eine Teilliste mit 102 Einträgen von Personen, deren Namen mit den Buchstaben „Nah“ beginnt.

## Nah
- Nah, Keith (* 1995), liberianischer Fußballspieler
- Nah, Yoo-Chang (* 1969), südkoreanischer Sänger
- Nah, Youn Sun (* 1969), südkoreanische Jazz-Sängerin und SongschreiberinYoun Sun Nah (* 1969)

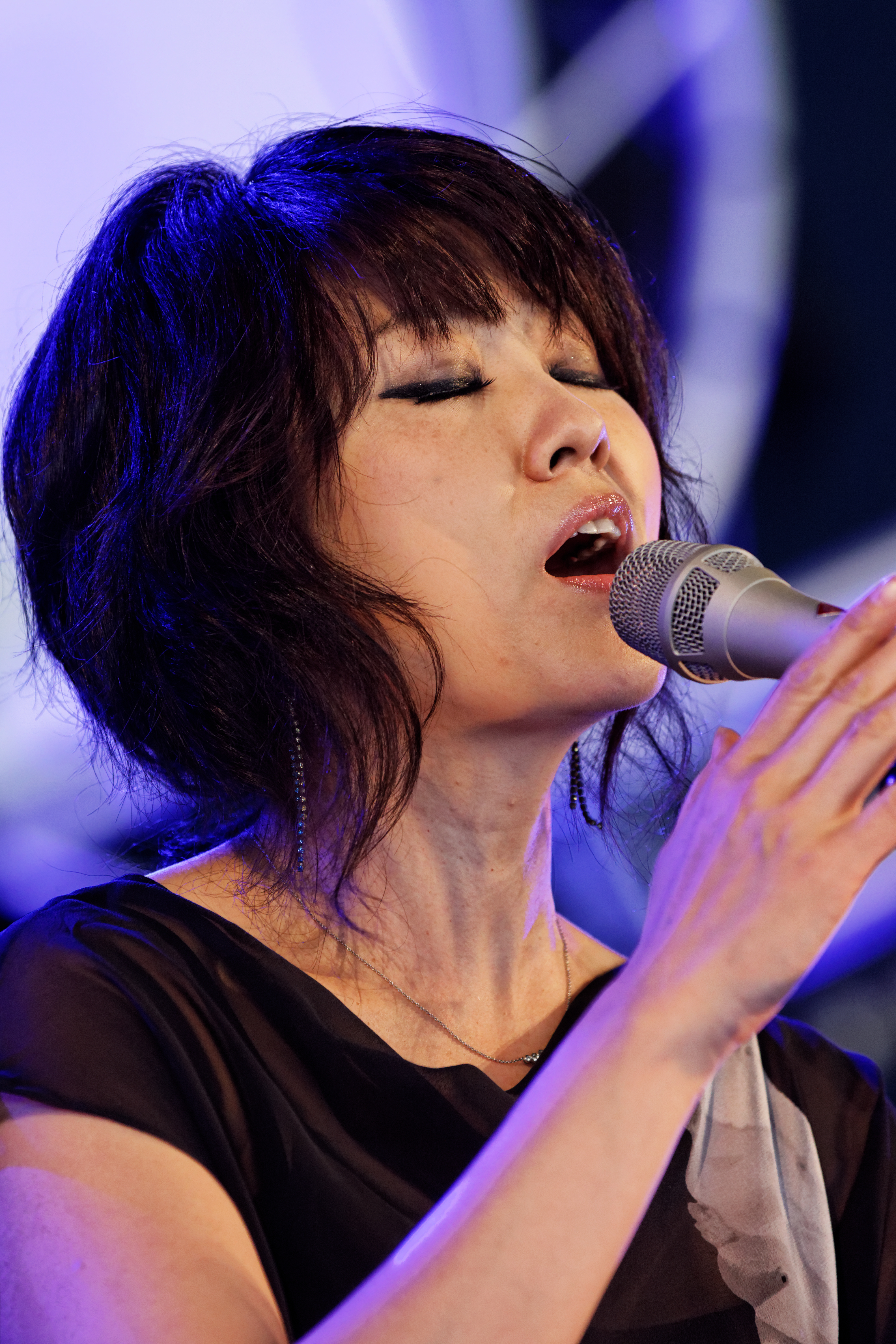
Youn Sun Nah (* 1969)

### Naha
- Naha Mint Mouknass (* 1969), mauretanische Politikerin
- Naha, Reshma Nilofer (* 1989), indische Seelotsin
- Nahacz, Mirosław (1984–2007), polnischer Schriftsteller
- Nahajew, Ihor (* 1966), sowjetischer Kanute
- Nahan, Stu (1926–2007), US-amerikanischer Sportkommentator und Schauspieler
- Nahapana, Herrscher der westlichen Satrapien
- Nahar, Mike (* 1971), niederländischer Basketballspieler und Basketballtrainer
- Nahar, Rukku (* 1996), britische Schauspielerin
- Nahar, Sujata (1925–2007), indische Autorin, Schülerin von Aurobindo, Mirra Alfassa und Lebensgefährtin von Satprem
- Nahari, Meschulam (* 1951), israelischer Rabbiner, Abgeordneter und Minister
- Naharin, Ohad (* 1952), israelischer Choreograf
- Nahas, Charbel (* 1954), libanesischer Politiker
- Nahas, Nicholas (* 1946), libanesischer Geschäftsmann und Politiker
- Nahas, Shady El (* 1998), kanadischer Judoka
- Nahasṭab, antiker alt-südarabischer Toreut
- Nahavandian, Mohammad (* 1954), iranischer Politiker

### Nahe
- Näher, Christa (* 1947), deutsche Künstlerin (Malerei, Zeichnungen)
- Näher, Johann (1854–1936), Schweizer Politiker (SP)
- Nahes, Anuar (* 1952), brasilianischer Diplomat

### Nahh
- Nahhas Pascha, Mustafa an- (1879–1965), ägyptischer Politiker
- Nahhunte-Utu, elamitische Königin

### Nahi
- Nahi, Dylan (* 1999), französischer Handballspieler
- Nahi, José (* 1989), ivorische Fußballspielerin
- Nahif, Ali Agha (1936–2017), afghanischer Zoodirektor in Kabul
- Nahimana, Bonaventure (* 1959), burundischer Geistlicher, römisch-katholischer Erzbischof von Gitega
- Nahimana, Cavaline (* 1997), burundische Leichtathletin
- Nahimana, Justine (* 1979), burundische Langstreckenläuferin
- Nahimana, Sada (* 2001), burundische Tennisspielerin
- Nahin, Paul (* 1940), US-amerikanischer Sachbuchautor für Mathematik
- Nahiri, Mohamed (* 1991), marokkanischer Fußballspieler
- Nahirna, Anna (* 1988), ukrainische Radsportlerin

### Nahl
- Nahl, Astrid van (* 1951), deutsche skandinavistische Mediävistin, Publizistin und Übersetzerin
- Nahl, Charles Christian (1818–1878), US-amerikanischer Maler
- Nahl, Hugo Wilhelm Arthur (1833–1889), deutsch-US-amerikanischer Maler, Photograph und Lithograph
- Nahl, Johann August der Ältere (1710–1781), deutscher Bildhauer und Stuckateur
- Nahl, Johann August der Jüngere (1752–1825), deutscher Maler
- Nahl, Johann Samuel (1664–1727), deutscher Bildhauer
- Nahl, Johann Wilhelm (1803–1880), deutscher Maler, Radierer und Kunstsammler
- Nahl, Perham Wilhelm (1869–1935), US-amerikanischer Graveur, Maler, Lithograf, Illustrator und Hochschullehrer
- Nahl, Samuel (1748–1813), deutscher Bildhauer und Hochschullehrer
- Nahler, Britta (* 1966), österreichische Filmeditorin
- Nahles, Andrea (* 1970), deutsche Politikerin (SPD), MdBAndrea Nahles (* 1970)

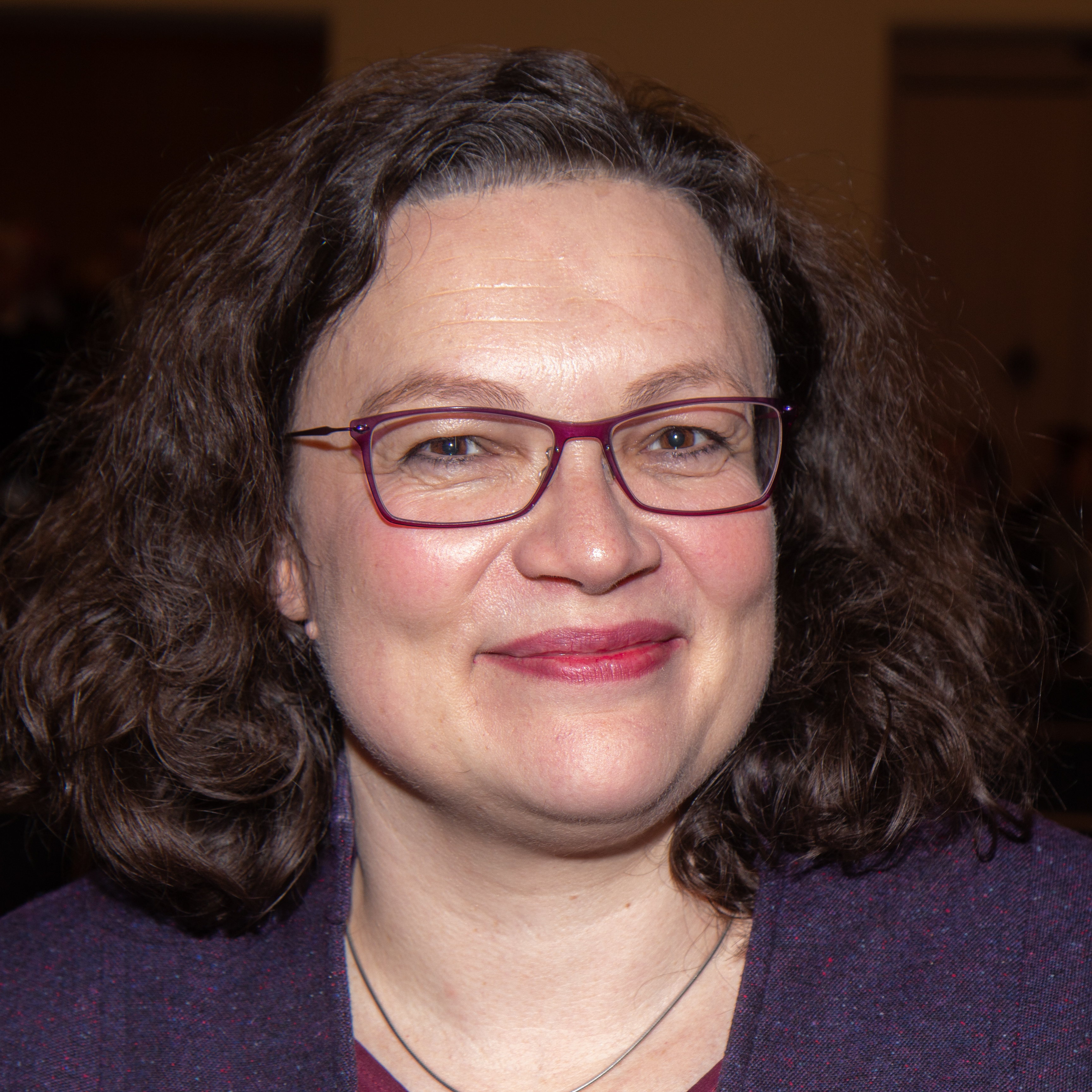
Andrea Nahles (* 1970)

- Náhlovský, Josef Alois (1949–2022), tschechischer Humorist, Entertainer, Musiker, Schauspieler und Schriftsteller
- Nahlowsky, Joseph Wilhelm (1812–1885), österreichischer Philosoph
- Nahly, Abdallah (* 1940), marokkanischer Radrennfahrer

### Nahm
- Nahm, Georg Michael (1803–1834), deutscher Revolutionär
- Nahm, Peter Paul (1901–1981), deutscher Politiker (CDU)
- Nahm, Werner (* 1949), deutscher Physiker
- Nahmad, David (* 1947), libanesisch-monegassischer Kunsthändler
- Nahmani, Stav (* 2002), israelischer Fußballspieler
- Nahmer, Adolf von der (1866–1939), deutscher Kaufmann und Präsident der Industrie- und Handelskammer Remscheid
- Nahmer, Alexander von der (1832–1888), deutscher Großindustrieller
- Nahmer, Dieter von der (* 1937), deutscher Historiker
- Nahmer, Paul von der (1858–1921), deutscher Unternehmensleiter
- Nahmer, Peter Michael von der (* 1977), deutscher Komponist
- Nahmer, Robert Philipp Nöll von der (1899–1986), deutscher Finanzwissenschaftler und Politiker (FDP), MdB
- Nahmer, Wilhelm von der (1858–1938), deutscher Ingenieur und Kaufmann
- Nahmer, Wolfgang von der (1906–1988), deutscher Dirigent und Hochschullehrer
- Nahmias, Jean-Yves (* 1957), französischer Geistlicher und römisch-katholischer Bischof von Meaux
- Nahmias, Orit (* 1977), israelische Schauspielerin, Dramen- und DrehbuchautorinOrit Nahmias (* 1977)

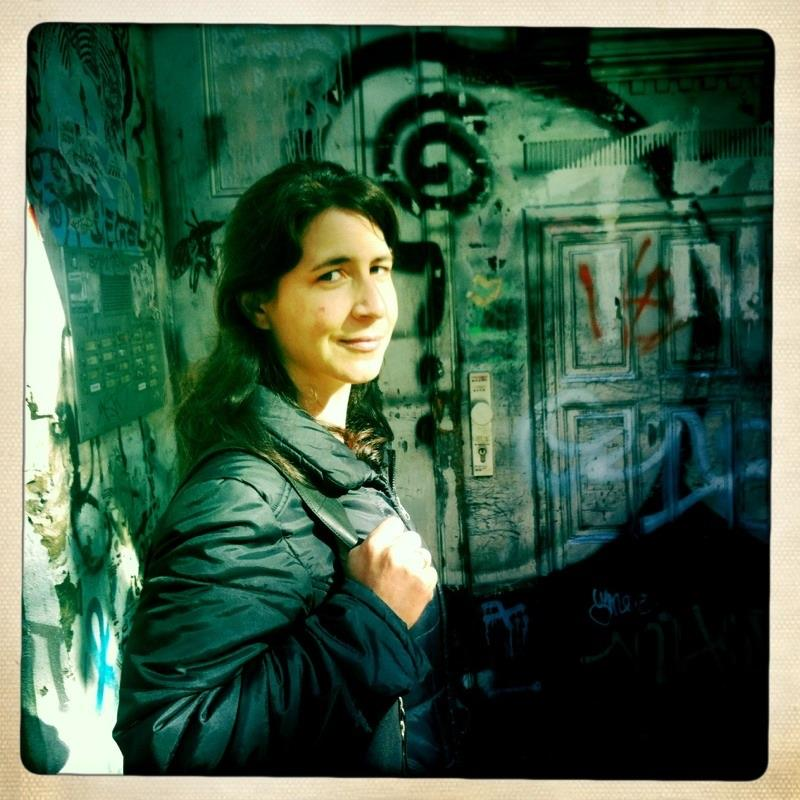
Orit Nahmias (* 1977)

- Nahmias-Verbin, Ayelet (* 1970), israelische Politikerin
- Nahmmacher, Conrad (1734–1768), deutscher evangelischer Theologe und Pädagoge
- Nahmmacher, Elly-Viola (1913–2000), deutsche Bildhauerin

### Nahn
- Nahnsen, Ingeborg (1923–1996), deutsche Sozialwissenschaftlerin, Hochschullehrerin und Lokalpolitikerin (SPD)

### Naho
- Nahodha, Shamsi Vuai (* 1962), tansanischer Politiker
- Nahodyl, Árpád von (* 1958), deutscher Autor, begründete 1991 die Germanische Glaubens-Gemeinschaft
- Nahom, David S., US-amerikanischer Offizier, Generalleutnant der US Air Force
- Nahon, Alice (1896–1933), flämisch-belgische Dichterin
- Nahon, Philippe (1938–2020), französischer Schauspieler
- Nahornjak, Serhij (* 1971), ukrainischer Fußballspieler
- Nahorny, Włodzimierz (* 1941), polnischer Jazzmusiker und Komponist
- Nahornyj, Serhij (* 1956), sowjetischer Kanute
- Nahoum, Isacco (1922–1990), italienischer Widerstandskämpfer, Politiker, Mitglied der Camera dei deputati und Dokumentarfilmregisseur
- Nahowski, Anna (1859–1931), Geliebte des österreichischen Kaisers Franz Joseph I.Anna Nahowski (1859–1931)

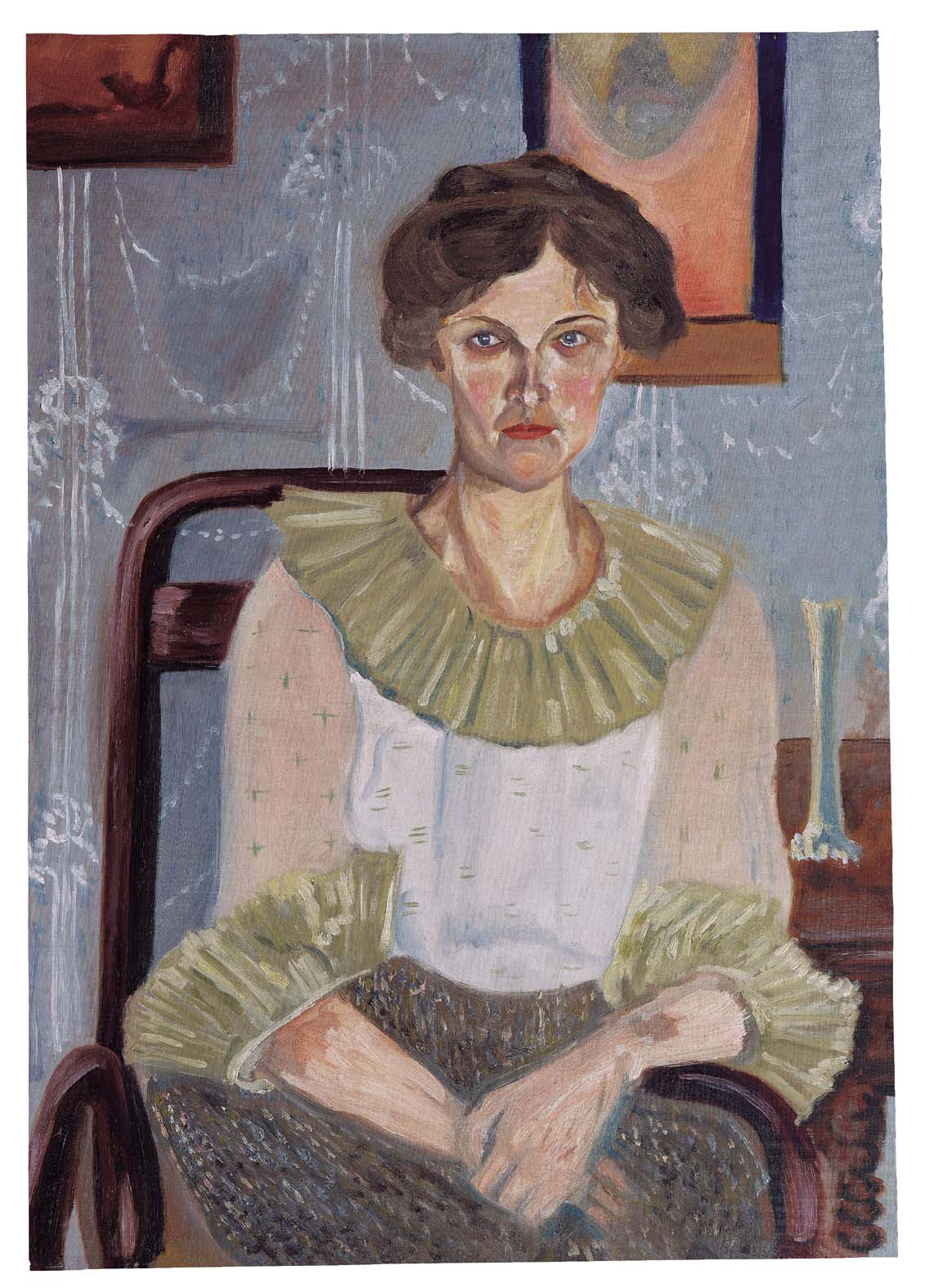
Anna Nahowski (1859–1931)

### Nahr
- Nahr, Dominic (* 1983), Schweizer Fotograf
- Nähr, Moriz (1859–1945), österreichischer Fotograf
- Nahra, Rafic (* 1959), libanesischer Geistlicher und Theologe, Weihbischof im Lateinischen Patriarchat von Jerusalem
- Nahrath, Wolfgang (1929–2003), rechtsextremer Politiker (NPD)
- Nahrath, Wolfram (* 1962), deutscher Neonazi-Kader und Anwalt
- Nahrgang, Andrea (* 1978), US-amerikanische Biathletin
- Nahrgang, Frauke (* 1951), deutsche Kinderbuchautorin
- Nahrgang, Karl (1899–1967), deutscher Heimatforscher und provinzialrömischer Archäologe
- Nahrhaft, Otto (1880–1956), österreichischer Jurist, Präsident des Straflandesgerichtes Wien
- Nährich, Walter (1909–1993), stellvertretender Kommandeur der Sicherheitspolizei und des SD in Bordeaux
- Nahrstedt, Adolf (1940–2016), deutscher Pharmazeutischer Biologe und Hochschullehrer
- Nahrstedt, Klara (* 1957), slowakische Informatikerin und Hochschullehrerin
- Nahrstedt, Manfred (1948–2023), deutscher Politiker (SPD), MdL
- Nahrstedt, Wolfgang (1932–2023), deutscher Erziehungswissenschaftler und Hochschullehrer

### Nahu
- Nahuelcoy, Cindy (* 1988), chilenische Fußballschiedsrichterassistentin
- Nahum, Chaim (1872–1960), Großrabbiner im Osmanischen Reich, von Ägypten und dem Sudan
- Nahum, Jacques (1921–2017), französischer Regisseur, Produzent und Drehbuchautor
- Nahuys, Alexander Petrus (1737–1794), niederländischer Mediziner, Botaniker und Chemiker

### Nahy
- Nahyan, Abdullah bin Zayid Al (* 1972), Politiker aus den Vereinigten Arabischen Emiraten
- Nahyan, Chalifa bin Zayid Al (1948–2022), Politiker aus den Vereinigten Arabischen Emiraten
- Nahyan, Hamdan bin Zayed Al (* 1963), arabischer Politiker, Geschäftsmann und Angehöriger der Herrschaftsfamilie in Abu Dhabi
- Nahyan, Muhammad bin Zayid Al (* 1961), Präsident der Vereinigten Arabischen EmirateMuhammad bin Zayid Al Nahyan (* 1961)

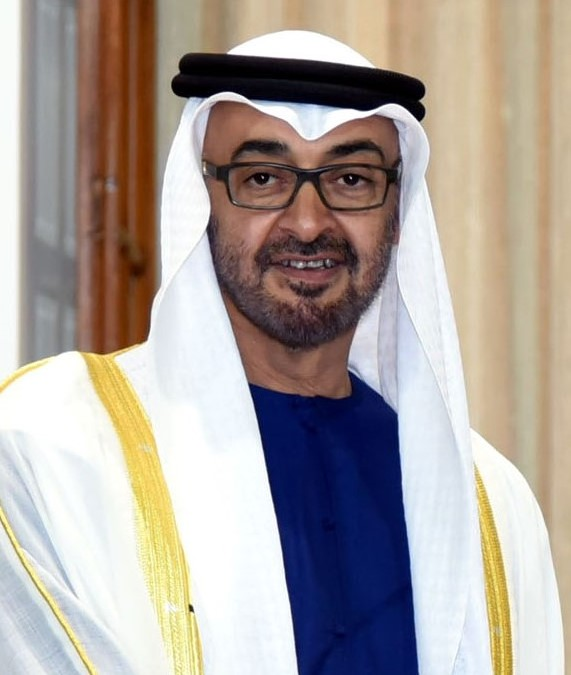
Muhammad bin Zayid Al Nahyan (* 1961)

- Nahyan, Nahyan bin Mubarak Al, Politiker der Vereinigten Arabischen Emirate
- Nahyan, Schachbut bin Sultan Al (1905–1989), arabischer Politiker, Emir von Abu Dhabi
- Nahyan, Zayid bin Sultan Al (1918–2004), arabischer Politiker, Emir von Abu Dhabi